# 金铲铲之战
《金铲铲之战》是一款由腾讯游戏制作的自走棋类手机游戏，该游戏为Riot Games的游戏《云顶之弈》的正版授权游戏，游戏搭建于《英雄联盟》的世界观之上。
该游戏在中国大陆由腾讯游戏运营，于2021年11月10日正式公测。该游戏在泰国、马来西亚与新加坡由Riot Games运营，于2024年12月6日推出。
《金铲铲之战》保留了与《云顶之弈》类似的核心游戏元素，但游戏节奏比《云顶之弈》更快、更休闲，游戏机制相较于《云顶之弈》PC版有所改变或略有不同，用户界面与游戏体验也更适合移动设备。此外，《金铲铲之战》还拥有该游戏独有的游戏系统、游戏模式与装饰等，并增加了“时空裂痕”、“双人玩法”、“暮光之战”等《云顶之弈》PC版中不具备的玩法。
在《金铲铲之战》中，每局比赛由八名玩家进行一对一的战斗，不断淘汰，直到剩下一名玩家。玩家需要策略性的运用智慧，从随机池中招募英雄来组建阵容，并通过升级英雄和为英雄配备物品的方式来增强阵容，使用自己的对战阵容与其他玩家进行一对一的战斗，不断淘汰其他玩家，以成为最后一个存活者。
《金铲铲之战》与《云顶之弈》不互通，两者之间无法进行交叉游戏或交叉购买。

## 发行

### 中国大陆
北京时间2021年8月26日10:00，《金铲铲之战》在中国大陆开测。
2021年11月10日，《金铲铲之战》在中国大陆正式公测。

### 泰国、马来西亚、新加坡
2024年10月15日，Riot Games宣布《金铲铲之战》在泰国、马来西亚和新加坡开放预约。
2024年11月5日，《金铲铲之战》在泰国、马来西亚和新加坡开启删档测试，删档测试于2024年11月19日结束。
2024年12月6日，《金铲铲之战》在泰国、马来西亚和新加坡正式推出。

## 回响
2023年，腾讯在2023年第一季度财报里公布《金铲铲之战》日活跃用户于2023年4月超过1000万，之后腾讯又在2023年第二季度财报里公布《金铲铲之战》的日活跃用户超过1500万。
2023年，抖音“金铲铲之战”话题的视频播放量超过640亿次，新浪微博”金铲铲之战”话题内容的阅读量超过15.1亿。
2023年10月23日~11月21日，《金铲铲之战》的日平均微信指数均在1000万以上，最高时单日微信指数超过2000万。